# Beat Furrer
Beat Furrer   (Schaffhausen, 6 de desembre de 1954) és un compositor i director d'orquestra austríac d'origen suís. Des del 1991 és professor de composició a la Universitat de Música i Arts Escèniques de Graz. El 2018 li van concedir el premi Ernst von Siemens de música.

## Biografia
Nascut a Schaffhausen, Suïssa, Furrer es va traslladar a Viena el 1975 per estudiar amb Roman Haubenstock-Ramati (composició) i Otmar Suitner (direcció) a la Universitat de Música i Arts Escèniques de Viena. El 1985 va cofundar el que ara és un dels conjunts de música contemporània més importants d'Europa, Klangforum Wien, que encara dirigeix. Entre els recents guardons i distincions s'inclouen el Premi de Música de la ciutat de Viena el 2003 i el Lleó d'Or pel monodrama "FAMA", a la Biennal de Venècia del 2006. El 2014 va ser guardonat amb el Gran Premi Estatal d'Àustria. Ha rebut el premi Ernst von Siemens Music 2018. Des del 1991, és professor de composició a la Universitat de Música i Arts Escèniques de Graz. Furrer és cofundador i president de "impuls", una Acadèmia Internacional de Conjunts i Compositors de Música Contemporània.
El 25è aniversari del Klangforum Wien va ser celebrat dins 2010 al Wittener Tage für neue Kammermusik amb el premiere del seu Xenos-Szenen per vuit veus i ensemble.

## Obres
Des de 1989, els principals projectes de Furrer han estat operístics. Els crítics, però, han caracteritzat el teatre musical de Furrer com a secament abstracte en lloc de sensual. Així, per exemple, el teatre musical de Furrer, Violetter Schnee (2018/19), va ser descrit com a monòton o, en paraules del crític Matthias Siehler, com un "dia del judici final": "Com més Furrer invoca la catàstrofe climàtica global i el fracàs de la comunicació, més la seva música sona com a simple paper". De la mateixa manera, el crític Manuel Brug va dir que La Bianca Notte (2015) era intel·ligent, sense emocions i vida dramàtica. A partir de 1999, les obres de Furrer han estat publicades per Bärenreiter a Kassel.

### Orquestra
- Tiro mis tristes redes, per orquestra (1984)
- Dort ist das Meer, per cor und orquestra (1985)
- Chiaroscuro – Per R.H.R., per orquestra (1983/86)
- Risonanze, per orquestra dins 3 grups (1989)
- Studie – Übermalung, per orquestra (1990)
- Cara de la Chaleur, per flauta i orquestra (1991)
- Madrigal, per orquestra (1992)
- Nuun, Concert per 2 pianos i orquestra (1996)
- andere stimmen, per violí i orquestra (2003)
- canti notturni, per dos sopranos i orquestra (2006)
- PHAOS, per orquestra (2006)
- Konzert, per piano i orquestra (2007)
- Apon, per orquestra i veu parlada (2009)
- strane costellazioni, per orquestra (2013)
- passaggio, per cor i orquestra (2014)
- Zwei Studien, per orquestra de cambra (2015)

### Ensemble
- Ensemble, per 4 clarinets, 2 pianos, vibraphone i marimbaphone (1983)
- Sinfonia Per archi, per orquestra de corda (1985)
- Il·luminacions, per soprano i cambra ensemble (1985)
- En der Stille des Hauses wohnt ein Tona, per cambra ensemble (1987)
- Gaspra, per ensemble (1988)
- à un Moment de terre perdue, per ensemble (1990)
- Narcís-Fragment, per 26 músics i dues veus (1993)
- Narcís-Suite (1996)
- Encara, per ensemble (1998)
- Ein Lied, das über das Ende des Liedes hinaus ein anderes Ende finden wollte, per ensemble (2001)
- III d'invocació, per soprano i ensemble (2004)
- recitativo, per veu i ensemble (versió de concert de l'escena 3 de FAMA (2004))
- Konzert, per piano i ensemble (2008)
- lotófagos II, per dos sopranos i ensemble va basar en textos per Händl Klaus i Antonio Machado
- antichesis, per 14 cordes (2006)
- Xenos Jo, per ensemble (2008)
- Xenos II, per ensemble i la veu basada en un text per Händl Klaus (2009)
- Xenos III, per dos percussionistes i cordes (2010/13)
- Linea dell'orizzonte, per ensemble (2012)
- La bianca notte, per soprano, baríton i Ensemble va basar en textos per Dino Campana und Sibilla Aleramo (2013)
- Canti della tenebra, per mezzo-soprano und ensemble basat en un text per Dino Campana (2014)

### Cambra
- Irgendwo. Falguera, per dos pianos (1983)
- Poemas, per mezzo-soprano, guitarra, piano i marimba (1985)
- Quartet de corda Cap. 1 (1985)
- Duo Per dos cellos [títol abans 1995: Chant] (1985)
- Trio per flauta, oboè o saxofon i clarinet (1985)
- Música per Mallets, per xilòfon, marimba i vibraphone (1985)
- Retour Un Dich, per violí, violoncello i piano (1986)
- ... y una canción desesperada, per tres Guitarres (1987)
- Stimmen, per dos violoncelli (1989)
- Epilog, per tres violoncelli (1988)
- Epilog, versió per clarinet de contrabaix, dos violoncelli, percussió i veu (1989)
- Quartet de corda Cap. 2 (1989)
- Aer, per piano, clarinet i violoncello (1991)
- Für Alfred Schlee, per quartet de corda (1991)
- … Fred i tranquil i emotiu, per flauta, arpa, violí, viola i violoncello (1992)
- Lied, per violí i piano (1993)
- Temps Fora 1, per flauta, arpa i cordes (1995)
- Quartett, per quatre jugadors de percussió (1995)
- Temps Fora 2, per flauta, arpa i cordes (1996)
- Presto contra fuoco, per flauta i piano (1998)
- Un previst, per viola i piano (1998)
- Esperó, per piano i quartet de corda (1998)
- Aria per soprano i sis instruments [clarinet, percussió, piano, violí, viola i violoncello] va basar en un text per Günter Eich (1999)
- auf tönernen füssen, per la veu i la flauta basades en un text per Friederike Mayröcker (2000)
- Sei Venuta di Marzo, per quartet de corda i quartet vocal (2003)
- Quartet de corda Cap. 3 (2004)
- APOKLISIS, per dos clarinets de baix (2004)
- VI d'invocació, per soprano i flauta (2004)
- VI de FAMA, per veu i flauta de contrabaix (2005)
- lotófagos Jo, per soprano und contrabaix (2006)
- fragmentos de un libro futuro, per soprano i quartet de guitarra (2007)
- ... ferner Gesang ..., per clarinet i trio de corda
- Ira – Arca, per flauta de baixos i contrabaix (2012)
- Canti della tenebra, per mezzo-soprano i el piano basat en textos per Dino Campana (2013)
- spazio immergente, per soprano i trombó (2015)
- Quintet de clarinet (2016)

### Solo
- Frau Nachtigall, per violoncello (1982)
- voicelessness – La neu No té cap veu, per piano (1987)
- Stimme – allein, pel baríton basat en Leonce i Lena per Georg Büchner (1997)
- Solo, per violoncello (2000)
- Phasma, per piano (2002)
- Melodie – fallend, per piano (2003)
- Drei Klavierstücke, per piano (2004)
- Studie, per piano (2011)
- Kaleidoscopic Memòries, per contrabaix i electrònica (2016)

### Vocal
- Dort ist das Meer – nachts steig ich hinab, per cor i orquestra (1986)
- Ultimi cori, per cor mixt (quatre veus) i tres percussionistes (1989)
- Stimmen/Quartett, per cor mixt i quatre jugadors de percussió (1996)
- Salm "Gloria tibi Domine", per cor mixt un cappella (vuit veus) (1998)
- Veus – encara, per cor mixt (quatre veus) i ensemble (2001)
- Orpheus' Bücher, pel cor i l'orquestra basats en textos per Cesare Pavese, Ovid i Virgil (2001)
- Enigma jo, per cor mixt un cappella dins quatre grups (text per Leonardo da Vinci) (2007)
- II d'enigma, per cor mixt un cappella (text per Leonardo da Vinci) (2009)
- III d'enigma, per cor mixt un cappella (text per Leonardo da Vinci) (2009)
- IV d'enigma, per cor mixt un cappella (text per Leonardo da Vinci) (2010)
- Enigma V, per cor un cappella (2012)
- VI d'enigma, per cor mixt un cappella (text per Leonardo da Vinci) (2013)
- VII d'enigma, per cor mixt un cappella (text per Leonardo da Vinci) (2015)
- passaggio, per cor i orquestra (2014)
- Herbst, per cor un capella (2015)
- Spazio Immergente II, per 2x16 veus i percussió (text per Lukrez (de rerum natura)) (2016)
- Akusmata, per vocal ensemble i instruments (2021)[15]

### Teatre musical / òpera
- Dau Blinden, òpera de cambra dins un actua basat en textos per Maurice Maeterlinck, Plato, Friedrich Hölderlin i Arthur Rimbaud (1989/90)
- Narcís, òpera dins sis escenes van basar en Ovids "Metamorfosis" (1992/1994)
- Begehren, teatre de música basat en textos per Cesare Pavese, Günter Eich, Ovid i Virgil (2001)
- Invocació, l'òpera basada en textos per Marguerite Duras (2002/2003)
- FAMA, escoltant teatre dins vuit escenes per gran ensemble, vuit veus i l'actriu basada en textos per Ovid i Arthur Schnitzler (2004/2005)
- Wüstenbuch, teatre de música basat en textos per Händl Klaus, Ingeborg Bachmann, Antonio Machado i Lucretius, així com Berlina de Papir 3024 (2010)
- La Bianca Notte, una òpera de caràcters dins disset escenes van basar en textos per Dino Campana, Sibilla Aleramo, Leonardo da Vinci, Filippo Tommaso Marinetti i Carlo Pariani (2015)
- Violetter Schnee Basat en un libretto per Vladimir Sorokin (2017)[16][17]